# La banda dei coccodrilli indaga
La banda di coccodrilli indaga (Vorstadtkrokodile 2) è un film del 2010 diretto da Christian Ditter, sequel del precedente film La banda dei coccodrilli e remake del film Vorstadtkrokodile del 1977.
In Germania il film è uscito nel 2010 al cinema, mentre in Italia è andato in onda su Sky Cinema Family nel 2011.

## Trama
Una banda di ragazzi, la banda dei coccodrilli, mentre è in giro scopre dei tunnel che portano ad una miniera. Esplorando la miniera si accorgono che si è fatto tardi e devono tornare a casa perché arriva Jenny, la cugina di Kay, per le vacanze. Le cose vanno male per i genitori di Olli e Maria perché la fabbrica dove lavorano rischia di chiudere perché i macchinari si bloccano improvvisamente e il capo ha dovuto vendere gli appartamenti degli operai compreso quello dei genitori di Olli e Maria. Per questo motivo i due ragazzi vanno a vivere dalla loro nonna finché i genitori non trovano un altro lavoro altrove. Una sera entrano dentro la fabbrica e incontrano i gemelli Boller, due persone sospette, e decidono di seguirle in un pub ma il buttafuori non li fa entrare e allora chiamano la cugina di Kay, Jenny. Maria, gelosa di Jenny, ha paura che Hannes non sia più innamorato di lei per la presenza di Jenny. Nel frattempo Jenny entra nel pub e riesce a fare entrare i ragazzi dal bagno dei maschi. Allo stesso tempo la madre di Hannes deve incontrare un uomo. Questo e il truffatore della fabbrica ed il padre dei gemelli Boller. La banda scopre che l’uomo ha una chiavetta USB con cui ha danneggiato i macchinari della fabbrica. La banda trova le prove della truffa e Olli le mostra ai genitori. Purtroppo i genitori non gli credono e lo mandano a preparare gli scatoloni per il trasloco. Siccome Olli e Maria vanno dalla nonna, la banda si scioglie. Jenny però ha un’idea, compra una chiavetta uguale a quella del truffatore, e la spaccia per l’originale,così da poter incastrare il truffatore. Il piano riesce e così la truffa viene svelata a tutti i lavoratori della fabbrica. Infine la fabbrica riprende a produrre e Olli e Maria possono ritornare nella loro vecchia casa, siccome ritornano Olli e Maria la banda si riunisce e vanno a festeggiare in discoteca

## Sequel
Nel 2011 è uscito il terzo film della trilogia, intitolato La banda dei coccodrilli - Tutti per uno.